# Стадниця (зупинний пункт)
Ста́дниця — пасажирський залізничний зупинний пункт Жмеринської дирекції Південно-Західної залізниці на електрифікованій лінії Козятин I — Жмеринка між станціями Калинівка I (18 км) та Вінниця (5 км). Розташований в селищі Десна Вінницького району Вінницької області.

## Історія
Зупинний пункт Стадниця відкритий 1958 року, як блокпост Стадниця.

## Пасажирське сполучення
На зупинному пункті Стадниця зупиняються приміські електропоїзди сполученням Козятин — Жмеринка.